# Ralliement créditiste du Québec
Le Ralliement créditiste du Québec (1970-1973, 1975-1978) ou Parti créditiste (1973-1975) est un ancien parti politique québécois évoluant sur la scène provinciale. Il prônait les théories de réforme monétaire du crédit social et servait de véhicule pour l'expression des revendications de la population rurale.

## Précédents
Lors des élections fédérales de 1962, le Parti Crédit social du Canada parvient à faire une percée, en remportant 30 sièges. Toutefois, un schisme au sein du parti en 1963 mènent les créditistes élus au Québec à former leur propre parti : le Ralliement créditiste. L'année suivante, les militants du Ralliement créditiste décident au cours de leur Conseil provincial le 26 janvier 1964 de développer une aile provinciale au Québec et voient dans les militants du Regroupement national, un parti indépendantiste et traditionaliste, des interlocuteurs légitimes pour y parvenir.   
À l'automne 1965 débutent des discussions entre les représentants du Regroupement national et des dirigeants du Ralliement créditiste en vue de créer un parti politique commun. Selon Jean Garon, qui est alors militant du Regroupement national, « les créditistes étaient nationalistes, mais plus à droite que nous », prenant pour exemple leur lutte pour le maintien des crucifix dans les écoles. Les négociations se poursuivent pendant l'hiver et, le 13 mars 1966, le Regroupement national de René Jutras et le Ralliement des créditistes du Québec de Laurent Legault fusionnent sous le nom de Ralliement national. Le nouveau parti indépendantiste allie des éléments tirés de deux précédents partis, en combinant le traditionalisme canadien-français aux thèses économiques inspirées du crédit social,. Le 21 août 1966, le député créditiste de la circonscription fédérale de Lapointe, Gilles Grégoire, est élu à l'unanimité chef du Ralliement national. Le lendemain, il démissionne de son poste de leader parlementaire du Ralliement créditiste et quitte le caucus du parti pour terminer son mandat à titre de député indépendant,.
Le 14 octobre 1968, le Ralliement national accepte de fusionner avec le Mouvement Souveraineté-Association de René Lévesque. Le nouveau parti prend le nom de Parti québécois parrainé par Gilles Grégoire ; ce dernier devient le premier vice-président du nouveau parti. Selon Fabien Roy, en août 1969, « la plupart des anciens du Ralliement national de 1966 ne s'identifient plus au Parti québécois de René Lévesque ». En outre, le fait que Gilles Grégoire en soit le vice-président ne peut qu'inquiéter le chef du Ralliement créditiste fédéral Réal Caouette, qui ne veut pas voir des électeurs créditistes se rallier à René Lévesque.

## Historique
Le 25 janvier 1970, le Ralliement créditiste fédéral établit le Ralliement créditiste du Québec en tant qu'aile provinciale afin de participer aux prochaines élections provinciales. Camil Samson est président et devient chef du nouveau parti le 22 mars 1970.
Le Ralliement créditiste présente près d'une centaine de candidats à l'élection générale d'avril 1970. Les créditistes tirent profit du déclin de l'Union nationale et réussissent une percée modeste, remportant 12 sièges à l'Assemblée nationale ainsi que 11,2 % des voix. En mars 1971, le congrès provincial a lieu au Centre Mgr-Marcoux de Québec.
En 1972, le parti est aux prises avec de graves conflits internes. Le 13 février, faisant face à une rébellion au sein de son parti, Camil Samson démissionne du poste de chef et une course à l'investiture est planifiée. Armand Bois, député de Saint-Sauveur, est désigné chef par intérim le 21 février. Le 16 mars, Camil Samson, déjà déchu de son poste de chef, est éjecté du parti par neuf des députés créditistes (organisés par Armand Bois) pour avoir critiqué certains membres du caucus et pour son absentéisme lors des réunions du parti. Trois jours plus tard, Samson se déclare donc chef d'un nouveau groupe créditiste et exige d'être reconnu à l'Assemblée en tant que membre du « Ralliement créditiste du Québec enregistré » avec deux autres députés créditistes, Aurèle Audet (Abitibi-Ouest) et Bernard Dumont (Mégantic). Toutefois, le Président de l'Assemblée nationale reconnaît Armand Bois comme chef parlementaire du parti. Le 11 août, Samson, Dumont et Audet réintègrent finalement le Ralliement créditiste du Québec.
Le 4 février 1973, Yvon Dupuis est élu chef du Ralliement créditiste face à Samson au Colisée de Québec. Le parti est rebaptisé Parti créditiste et Samson est nommé chef parlementaire à l'Assemblée nationale. Le 21 février, Armand Bois, l'ancien chef par intérim, est éjecté du parti pour avoir déclaré au congrès d'investiture du 4 février que la garde rapprochée d'Yvon Dupuis comptait certains membres du monde criminel de Montréal. Bois siège en tant que député créditiste indépendant jusqu'au 3 octobre ; il s'excuse ensuite pour ses commentaires et demande à être réadmis au parti.
Le parti perd du galon lors de l'élection de 1973 où seuls deux députés, Fabien Roy et Camil Samson, sont élus à l'Assemblée nationale, bien que le parti remporte 9,9 % des voix à l'échelle de la province. Le chef du Parti, Yvon Dupuis n'est pas élu dans sa circonscription. À la suite de pressions internes, Dupuis démissionnera finalement le 5 mai 1974 et fonde son propre parti, le Parti présidentiel. La même année, le 1er décembre, c'est au tour de l'ancien chef par intérim, Armand Bois de fonder son propre parti créditiste, le Parti réformateur.
Le Parti créditiste n'est pas au bout de ses peines. Avant l'élection de 1976, il y a une division additionnelle : les deux seuls députés du parti à l'Assemblée nationale se séparent. Camil Samson devient chef du parti, et lui redonne, le 11 mai 1975, son nom d'origine : le Ralliement créditiste du Québec. L'autre député, Fabien Roy, est expulsé du parti en novembre 1975. Le 14 décembre, Roy s'alliera à un ancien libéral, Jérôme Choquette, pour former le Parti national populaire sous la direction de Choquette.
À l'élection de novembre 1976, le parti périclite davantage et Camil Samson est le seul député créditiste élu. Le parti remporte 4,6 % du vote populaire dans la province.
Le parti disparaît définitivement de la scène politique, lorsque Camil Samson fonde le 12 novembre 1978, un nouveau parti Les Démocrates, mettant fin aux jours du Ralliement créditiste

## Résultats électoraux
| Élections     | Sièges                                   | Sièges         | Voix    | Voix        |
| Élections     | Candidats / Circonscriptions en élection | Sièges obtenus | Nombre  | Pourcentage |
| ------------- | ---------------------------------------- | -------------- | ------- | ----------- |
| Avril 1970    | 99 / 108                                 | 12             | 321 370 | 11,2 %      |
| Octobre 1973  | 109 / 110                                | 2              | 294 706 | 9,9 %       |
| Novembre 1976 | 109 / 110                                | 1              | 155 451 | 4,6 %       |

## Chefs
|   | Chef         | Mandat      |
| 1 | Camil Samson | 1970 - 1972 |
| 2 | Yvon Dupuis  | 1973 - 1974 |
|   | Camil Samson | 1975 - 1978 |

### Source
- (en) Cet article est partiellement ou en totalité issu de l’article de Wikipédia en anglais intitulé « Ralliement créditiste du Québec » (voir la liste des auteurs).